# 402-й истребительный авиационный полк
402-й истребительный авиационный Севастопольский Краснознамённый ордена Суворова полк  — воинская часть Вооружённых сил СССР в Великой Отечественной войне. Один из прославленных полков советских ВВС, занимает первое место по числу уничтоженных самолётов противника всего среди истребительных полков и второе место по количеству сбитых в воздухе.

## История наименований
- 402-й истребительный авиационный полк;
- 402-й истребительный авиационный Севастопольский полк (24.05.1944 г.);
- 402-й истребительный авиационный Севастопольский Краснознамённый полк (10.07.1944 г.);
- 402-й истребительный авиационный Севастопольский Краснознамённый ордена Суворова полк (26.04.1945 г.);
- 968-й истребительный авиационный Севастопольский Краснознамённый ордена Суворова полк (20.02.1949 г.);
- 968-й инструкторско-исследовательский истребительный авиационный Севастопольский Краснознамённый ордена Суворова полк (01.09.1993 г.);
- 968-й инструкторско-исследовательский смешанный авиационный Севастопольский Краснознамённый ордена Суворова полк (03.06.1994 г.);
- Войсковая часть (Полевая почта) 26361;
- Войсковая часть (Полевая почта) 35444 (1949 г.);
- Войсковая часть (Полевая почта) 12304 (1989 г.);
- Войсковая часть (Полевая почта) 16651 (04.1992 г.).

## История
Полк сформирован 25 июня 1941 года на подмосковном аэродроме Чкаловский на базе НИИ ВВС и Наркомата авиационной промышленности как 2-й истребительный авиационный полк особого назначения по предложению депутата Верховного Совета СССР, Героя Советского Союза, ведущего лётчика — испытателя НИИ ВВС подполковника Степана Павловича Супруна. Был укомплектован лётчиками-испытателями, на вооружении полка находились МиГ-3 в количестве 23 машин. Первым командиром полка был назначен друг Супруна, Пётр Михайлович Стефановский.
В составе действующей армии во время ВОВ со 2 июля 1941 по 11 июля 1941, с 22 июля 1941 по 22 ноября 1942, с 7 апреля 1943 по 22 июня 1943, с 9 июля 1943 по 12 мая 1944, с 17 июня 1944 по 9 сентября 1944 и с 20 ноября 1944 по 9 мая 1945 года.
Вечером 30 июня 1941 года первые самолёты полка прибыли на аэродром в Идрице, последние самолёты прибыли в Идрицу 3 июля 1941 года. 1 июля 1941 года полк переименован в 402-й истребительный авиационный полк. Ведёт напряжённые бои до 11 июля 1941 года в районе Невель, Великие Луки, Новосокольники. К этому времени в полку осталось три боеготовых истребителя, личный состав полка переброшен в Москву, где вновь получил самолёты и снова, с 22 июля 1941 года по 6 января 1942 года, участвует в боях в составе 57-й смешанной авиационной дивизии на Северо-Западном фронте. Базировался на аэродромах Кречевицы и Крестцы (теперь Новгородской области) и вёл действия в направлении Сольцов, Луги, Старой Руссы. В августе 1941 года большинство лётчиков-испытателей были отозваны.
В течение осени 1941 года полк испытывал хронический недостаток самолётов; так, в августе 1941 года лётчиками полка было сбито 27 вражеских самолётов в 755 боевых вылетах, в сентябре 1941 — 7 самолётов, в октябре 1941 — всего 2, с ноября 1941 года полк перестал сбивать самолёты противника. В январе 1942 года полк смог сделать только 6 боевых вылетов.
6 января 1941 года полк выведен в резерв, перебазировался в Выползово, имея в составе 4 готовых самолёта и 8 неисправных. После двухдневного ремонта полк передан в состав 8-й смешанной авиационной дивизии, также действовавшей на северо-западном направлении. Недостаток самолётов в полку не прекратился: в составе полка числился даже один самолёт Bf-109. К марту 1942 года в полку был один У-2 и один УТИ-4, а из 11 МиГ-3 и одного Bf-109 не было ни одного исправного истребителя. Полк, получив по паре не новых самолётов И-15, И-16 и И-153, занимался прикрытием аэродрома, а также действовал в качестве ночного полка перехвата. Полк использовался в том числе как соединение ночных истребителей-перехватчиков в течение всей войны. Так, в 1944 году прикрывал Вильнюс, Молодечно, обеспечивал круглосуточное прикрытие над Борисовым. Использование истребительного полка ВВС РККА в качестве ночного было достаточно редким явлением.
В апреле 1942 года в полк поступили 18 Як-1, после чего в основном полк прикрывал Ил-2 и Пе-2, действовавшие в интересах 34-й армии в районе «рамушевского коридора», Демянска, Полы. К июлю 1942 года лётчиками полка по своим отчётам сбито 97 и уничтожено на земле 105 самолётов противника. Свои потери: погибло 22 лётчика, 11 из которых — на МиГ-3. 8 пропали без вести на Як-1.
В июле 1942 года полк короткое время находился в резерве, войдя в состав формируемой 239-й истребительной дивизии, затем продолжил боевую деятельность на северо-западном направлении, базируясь на аэродроме Ветренка близ Крестцов. 22 ноября 1942 года полк выведен в резерв. С 30 июня 1941 года по 22 ноября 1942 года полк совершил 5295 боевых самолёто-вылетов, провёл 152 групповых воздушных боя, сбил 119 самолётов противника и уничтожил на земле 105 самолётов противника, 35 автомашин, 12 повозок, до 500 солдат и офицеров, при том, что потерял 45 самолётов (из них 11 — небоевые потери) и 36 человек. Собственно выведены в резерв были только штаб полка и 40 человек технического состава; оставшийся лётный состав передан в другие подразделения, так что полк практически формировался заново.
Формирование проходило в Багай-Барановке недалеко от города Вольска в 8-м запасном авиационном полку. Лётный состав полностью был передан из 301-го истребительного авиационного полка. Получил 34 самолёта Як-1. Перебазировался на аэродром Люберцы.
18 апреля 1943 года полк прибыл на аэродром Пашковская под Краснодаром и приступил к боевым действиям на Северо-Кавказском фронте. Так, 20 апреля 1943 года действует над Новороссийском, 29 апреля 1943 года в районах Анастасьевки и Крымской, сбив только за один день 15 самолётов противника. Однако и сам полк был сильно потрёпан: за первые десять дней боёв из 34 лётчиков потерял 11 убитыми и 5 ранеными. Перелетел на аэродром Тихорецка. 3 июня 1943 года перелетел в Липецк, где переформируется и доукомплектовывается.
С 6 сентября 1943 года действует на Южной Украине, так, 6 сентября 1943 года штурмует колонну отступающих войск в районе Марьинки (район Донецка), 11 сентября 1943 года действует в районе Волновахи, 24 сентября 1943 года — Большого Токмака, 21 октября 1943 года в районе Удачное — Новониколаевка.
В декабре 1943 года перелетел в район Мелитополя. Также в конце 1943 года поддерживает советские войска в боях за никопольский плацдарм. С 1 января 1944 года вплоть до прорыва оборонительных укреплений в районе Сиваша прикрывал сосредоточение советских войск и их переправы в районе Сиваша и в Крыму; так, 25 января 1944 года в районе Джанкоя. С началом Крымской операции поддерживает наступающие войска, в частности 19-й танковый корпус, базируется в районе Аскания-Нова (аэродром Агаймак).
В период боевых действий непосредственно за Севастополь действует с аэродрома Кача; так, 4 мая 1944 года штурмует аэродром на мысе Херсонес, 5 мая 1944 года действует над Балаклавой.
К 10 мая 1944 года полк произвёл всего 8896 боевых самолётовылетов. Лётчиками полка проведено 807 воздушных боёв, в результате которых сбито 398 самолётов противника. Кроме того, штурмовыми действиями полк уничтожил и повредил 168 самолётов, 83 паровоза, 123 автомашины, 86 повозок, при своих потерях: 79 самолётов и 50 лётчиков.
За боевые действия полк 10 мая 1944 года представлялся к званию гвардейского, а до этого — к почётному наименованию «Сивашский» и ордену Красного Знамени.
После освобождения Севастополя перелетел в Орёл, затем в Смоленск, где доукомплектовывался и переформировывался. С 17 июня 1944 года действует в районе Витебска, Борисова в ходе Белорусской стратегической наступательной операции, затем в Литве в районе Каунаса, Вильнюса. 9 сентября 1944 года выведен в резерв в Могильно.
С началом Висло-Одерской операции поддерживает наступающие с Магнушевского плацдарма советские войска, затем перелетел на передовой аэродром Магнушев, после этого в 1945 году последовательно сменил аэродромы базирования: Замтер, Морин, Штаргарт, Варниц.
19 января 1945 года действует в районе Кутно, 11 февраля 1945 года прикрывает переправы через Одер в районе Кюстрина, действуя с аэродрома Морин, 28 февраля 1945 года прикрывает штурмовики Ил-2 175-го гвардейского штурмового авиационного полка при их налёте на аэродром Польхов, 6 марта 1945 года действует над Штаргартом.
18 апреля 1945 года действует над Требницем, 24 апреля 1945 года ведёт бой над аэродромом Нойруппин.
Закончил боевой путь на аэродроме Дальхов в Берлине.
За время войны в 13511 боевом вылете, лётчиками полка в воздушных боях и на земле было уничтожено 810 самолётов противника, при потерянных 81 пилоте, 6 инженерах и техниках и 101 самолёте. Приказами Верховного Главнокомандующего полку объявлено 22 благодарности. Девятнадцати военнослужащим полка вручены ордена Ленина, семидесяти пяти — орден Красного Знамени, девяти — орден Александра Невского.
На настоящий момент преемником полка является 968-й Севастопольский Краснознамённый ордена Суворова III степени исследовательско-инструкторский смешанный авиационный полк, базирующийся в Липецке и составляющий основу Государственного ордена Ленина Краснознаменного центра подготовки авиационного персонала и войсковых испытаний Министерства обороны РФ имени В. П. Чкалова.

## Подчинение
| Дата            | Фронт (округ)                             | Армия                | Корпус                                | Дивизия                                  | Примечания |
| --------------- | ----------------------------------------- | -------------------- | ------------------------------------- | ---------------------------------------- | ---------- |
| 01.07.1941 года | Северо-Западный фронт                     | -                    | -                                     | 57-я смешанная авиационная дивизия       | -          |
| 10.07.1941 года | Северо-Западный фронт                     | -                    | -                                     | 57-я смешанная авиационная дивизия       | -          |
| 01.08.1941 года | Северо-Западный фронт                     | -                    | -                                     | 57-я смешанная авиационная дивизия       | -          |
| 01.09.1941 года | Северо-Западный фронт                     | 34-я армия           | -                                     | 57-я смешанная авиационная дивизия       | -          |
| 01.10.1941 года | Северо-Западный фронт                     | 34-я армия           | -                                     | 57-я смешанная авиационная дивизия       | -          |
| 01.11.1941 года | Северо-Западный фронт                     | -                    | -                                     | 57-я смешанная авиационная дивизия       | -          |
| 01.12.1941 года | Северо-Западный фронт                     | -                    | -                                     | 57-я смешанная авиационная дивизия       | -          |
| 01.01.1942 года | Северо-Западный фронт                     | -                    | -                                     | 57-я смешанная авиационная дивизия       | -          |
| 01.02.1942 года | Северо-Западный фронт                     | -                    | -                                     | 8-я смешанная авиационная дивизия        | -          |
| 01.03.1942 года | Северо-Западный фронт                     | 34-я армия           | -                                     | -                                        | -          |
| 01.04.1942 года | Северо-Западный фронт                     | 34-я армия           | -                                     | -                                        | -          |
| 01.05.1942 года | Северо-Западный фронт                     | 34-я армия           | -                                     | -                                        | -          |
| 01.06.1942 года | Северо-Западный фронт                     | 34-я армия           | -                                     | -                                        | -          |
| 01.07.1942 года | Северо-Западный фронт                     | 6-я воздушная армия  | -                                     | 239-я истребительная авиационная дивизия | -          |
| 01.08.1942 года | Северо-Западный фронт                     | 6-я воздушная армия  | -                                     | 239-я истребительная авиационная дивизия | -          |
| 01.09.1942 года | Северо-Западный фронт                     | 6-я воздушная армия  | -                                     | 239-я истребительная авиационная дивизия | -          |
| 01.10.1942 года | Северо-Западный фронт                     | 6-я воздушная армия  | -                                     | 239-я истребительная авиационная дивизия | -          |
| 01.11.1942 года | Северо-Западный фронт                     | 6-я воздушная армия  | -                                     | 239-я истребительная авиационная дивизия | -          |
| 01.12.1942 года | Резерв Ставки ВГК                         | -                    | -                                     | 265-я истребительная авиационная дивизия | -          |
| 01.01.1943 года | Резерв Ставки ВГК                         | -                    | 4-й истребительный авиационный корпус | 265-я истребительная авиационная дивизия | -          |
| 01.02.1943 года | Резерв Ставки ВГК                         | -                    | 3-й истребительный авиационный корпус | 265-я истребительная авиационная дивизия | -          |
| 01.03.1943 года | Резерв Ставки ВГК                         | -                    | 3-й истребительный авиационный корпус | 265-я истребительная авиационная дивизия | -          |
| 01.04.1943 года | Резерв Ставки ВГК                         | -                    | 3-й истребительный авиационный корпус | 265-я истребительная авиационная дивизия | -          |
| 01.05.1943 года | Северо-Кавказский фронт                   | 4-я воздушная армия  | 3-й истребительный авиационный корпус | 265-я истребительная авиационная дивизия | -          |
| 01.06.1943 года | Северо-Кавказский фронт                   | 4-я воздушная армия  | 3-й истребительный авиационный корпус | 265-я истребительная авиационная дивизия | -          |
| 01.07.1943 года | Резерв Ставки ВГК (Степной военный округ) | 5-я воздушная армия  | 3-й истребительный авиационный корпус | 265-я истребительная авиационная дивизия | -          |
| 01.08.1943 года | Степной фронт                             | 5-я воздушная армия  | 3-й истребительный авиационный корпус | 265-я истребительная авиационная дивизия | -          |
| 01.09.1943 года | Южный фронт                               | 8-я воздушная армия  | 3-й истребительный авиационный корпус | 265-я истребительная авиационная дивизия | -          |
| 01.10.1943 года | Южный фронт                               | 8-я воздушная армия  | 3-й истребительный авиационный корпус | 265-я истребительная авиационная дивизия | -          |
| 01.11.1943 года | 4-й Украинский фронт                      | 8-я воздушная армия  | 3-й истребительный авиационный корпус | 265-я истребительная авиационная дивизия | -          |
| 01.12.1943 года | 4-й Украинский фронт                      | 8-я воздушная армия  | 3-й истребительный авиационный корпус | 265-я истребительная авиационная дивизия | -          |
| 01.01.1944 года | 4-й Украинский фронт                      | 8-я воздушная армия  | 3-й истребительный авиационный корпус | 265-я истребительная авиационная дивизия | -          |
| 01.02.1944 года | 4-й Украинский фронт                      | 8-я воздушная армия  | 3-й истребительный авиационный корпус | 265-я истребительная авиационная дивизия | -          |
| 01.03.1944 года | 4-й Украинский фронт                      | 8-я воздушная армия  | 3-й истребительный авиационный корпус | 265-я истребительная авиационная дивизия | -          |
| 01.04.1944 года | 4-й Украинский фронт                      | 8-я воздушная армия  | 3-й истребительный авиационный корпус | 265-я истребительная авиационная дивизия | -          |
| 01.05.1944 года | 4-й Украинский фронт                      | 8-я воздушная армия  | 3-й истребительный авиационный корпус | 265-я истребительная авиационная дивизия | -          |
| 01.06.1944 года | Резерв Ставки ВГК                         | 8-я воздушная армия  | 3-й истребительный авиационный корпус | 265-я истребительная авиационная дивизия | -          |
| 01.07.1944 года | 3-й Белорусский фронт                     | 1-я воздушная армия  | 3-й истребительный авиационный корпус | 265-я истребительная авиационная дивизия | -          |
| 01.08.1944 года | 3-й Белорусский фронт                     | 1-я воздушная армия  | 3-й истребительный авиационный корпус | 265-я истребительная авиационная дивизия | -          |
| 01.09.1944 года | 3-й Белорусский фронт                     | 1-я воздушная армия  | 3-й истребительный авиационный корпус | 265-я истребительная авиационная дивизия | -          |
| 01.10.1944 года | Резерв Ставки ВГК                         | 6-я воздушная армия  | 3-й истребительный авиационный корпус | 265-я истребительная авиационная дивизия | -          |
| 01.11.1944 года | Резерв Ставки ВГК                         | -                    | 3-й истребительный авиационный корпус | 265-я истребительная авиационная дивизия | -          |
| 01.12.1944 года | 1-й Белорусский фронт                     | 16-я воздушная армия | 3-й истребительный авиационный корпус | 265-я истребительная авиационная дивизия | -          |
| 01.01.1945 года | 1-й Белорусский фронт                     | 16-я воздушная армия | 3-й истребительный авиационный корпус | 265-я истребительная авиационная дивизия | -          |
| 01.02.1945 года | 1-й Белорусский фронт                     | 16-я воздушная армия | 3-й истребительный авиационный корпус | 265-я истребительная авиационная дивизия | -          |
| 01.03.1945 года | 1-й Белорусский фронт                     | 16-я воздушная армия | 3-й истребительный авиационный корпус | 265-я истребительная авиационная дивизия | -          |
| 01.04.1945 года | 1-й Белорусский фронт                     | 16-я воздушная армия | 3-й истребительный авиационный корпус | 265-я истребительная авиационная дивизия | -          |
| 01.05.1945 года | 1-й Белорусский фронт                     | 16-я воздушная армия | 3-й истребительный авиационный корпус | 265-я истребительная авиационная дивизия | -          |

## Командиры
- Стефановский, Пётр Михайлович, подполковник , 06.41 — 15.07.41
- майор Константин Афанасьевич Груздев, 15.07.41 — 19.11.41
- майор Иван Петрович Лысенко, 19.11.41 — 07.42
- капитан Григорий Андреевич Коцеба, 07.42 — 12.42
- майор Владимир Васильевич Папков, 12.42 — 29.04.43[1]
- майор Дмитрий Ефимович Николаенков, 29.04.43 — 18.06.43
- Ерёмин, Алексей Устинович, майор, 18.06.43 — 06.44
- Рубахин, Анатолий Ермолаевич майор, 25.11.1944 — 05.45

## Награды и наименования
| Награда                    | Дата       | За что получена |
| -------------------------- | ---------- | --- |
| «Севастопольский»          | 24.05.1944 | за отличия в боях и освобождение города Севастополь |
| Орден Красного Знамени     | 10.07.1944 | за образцовое выполнение заданий командования в боях с немецкими захватчиками при форсировании реки Березина, за овладение городом Борисов и проявленные при этом доблесть и мужество                    |
| Орден Суворова III степени | 26.04.1945 | за образцовое выполнение заданий командования в боях с немецкими захватчиками при овладении городами Бельгард, Трептов, Грайфенберг, Каммин, Гюльцов, Платтен и проявленные при этом доблесть и мужество |

## Отличившиеся воины полка
| Награда | Ф. И. О.                        | Должность                        | Звание            | Данные о вылетах                                                                       | Дата награждения | Примечания                                                  |
| ------- | ------------------------------- | -------------------------------- | ----------------- | -------------------------------------------------------------------------------------- | ---------------- | ----------------------------------------------------------- |
|         | Абдрашитов, Шамиль Мунасыпович  | заместитель командира эскадрильи | лейтенант         | к моменту представления 155 боевых вылетов, 17 воздушных боёв, лично сбил 12 самолётов | 02.08.1944       | погиб 05.05.1944                                            |
|         | Балашов, Георгий Сергеевич      | командир эскадрильи              | капитан           | к моменту представления 103 боевых вылета, 37 воздушных боёв, лично сбил 15 самолётов  | 01.07.1944       |                                                             |
|         | Бахчиванджи, Григорий Яковлевич | командир звена                   | капитан           | всего 65 боевых вылетов, 37 воздушных боёв, лично сбил 3 самолёта и 2 в группе         | 28.04.1943       | посмертно, погиб 27.03.1943 в испытательном полёте          |
|         | Гаврилин, Павел Фёдорович       | командир звена                   | лейтенант         | за время войны 244 боевых вылета, 54 воздушный бой, лично сбил 19 самолётов.           | 15.05.1946       | -                                                           |
|         | Дехтяренко, Андрей Николаевич   | командир эскадрильи              | капитан           | к моменту представления 39 боевых вылета, лично сбил 10 самолётов                      | 21.07.1942       | представлен к званию в 580-м иап, погиб 11.07.1942          |
|         | Дугин, Николай Дмитриевич       | штурман полка                    | капитан           | к моменту представления 325 боевых вылетов, лично сбил 14 самолётов                    | 15.05.1946       | посмертно, умер от ран 02.05.1945, посадив раненым самолёт. |
|         | Егорович, Владимир Алексеевич   | командир эскадрильи              | капитан           | к моменту представления 248 боевых вылетов, 71 воздушный бой, лично сбил 22 самолёта   | 15.05.1946       | -                                                           |
|         | Малашин, Алексей Архипович      | лётчик                           | младший лейтенант | лично сбил 2 самолёта                                                                  | -                | 11.03.1944 совершил таран                                   |
|         | Манукян, Акоп Балабекович       | заместитель командира полка      | капитан           | к моменту представления 245 боевых вылетов, лично сбил 28 самолётов                    | 15.05.1946       | -                                                           |
|         | Павлушкин, Николай Сазонович    | командир эскадрильи              | капитан           | к моменту представления 134 боевых вылетов, 37 воздушный бой, лично сбил 13 самолётов  | 01.07.1944       | -                                                           |
|         | Пивоваров, Михаил Евдокимович   | командир эскадрильи              | капитан           | к моменту представления 269 боевых вылетов, 69 воздушный бой, лично сбил 21 самолёт    | 15.05.1946       | -                                                           |
|         | Рубахин, Анатолий Ермолаевич    | командир полка                   | майор             | к моменту представления 123 боевых вылетов, 51 воздушный бой, лично сбил 16 самолётов  | 23.02.1945       | -                                                           |
|         | Шпуняков, Сергей Павлович       | заместитель командира эскадрильи | старший лейтенант | к моменту представления 317 боевых вылетов, 51 воздушный бой, лично сбил 16 самолётов  | 15.05.1946       | -                                                           |

## Статистика боевых действий
Всего за годы Великой Отечественной войны полком:
| Выполнено боевых вылетов | Сбито самолётов в воздухе | Уничтожено самолётов всего |  |
| ------------------------ | ------------------------- | -------------------------- |  |
| 13 511                   | 591                       | 810                        |  |

## Книги про историю полка
- Масликов Владимир. Крылья Победы. 402-й истребительный авиационный полк особого назначения. — М.: Русское авиационное акционерное общество (РУСАВИА), 2006. — 116 с. — ISBN 5-900078-48-3.
- Никольский М. 968-й Севастопольский Краснознамённый ордена Суворова III степени исследовательско-инструкторский смешанный авиационный полк. // Авиация и космонавтика. Вчера, сегодня, завтра… — 2010. — № 1. — С. 1—32.